# БМ-13Н

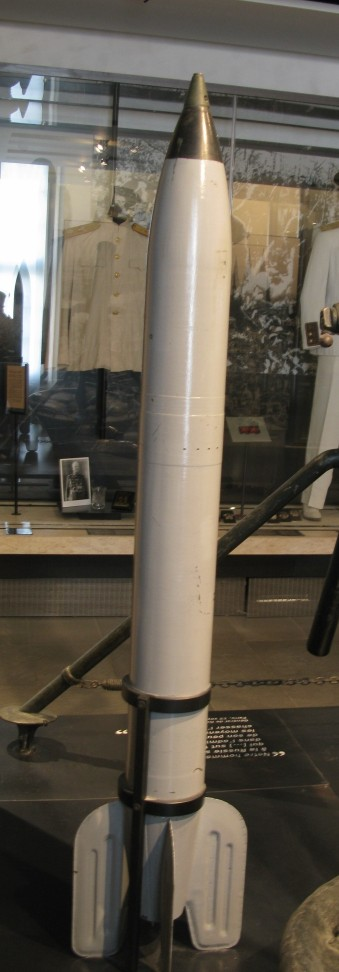
Снаряд M-13

БМ-13Н — модификация боевой машины гвардейских реактивных минометов типа «Катюша». Индекс «Н» — нормализованная. Отличалась тем, что в качестве шасси использовались только американские грузовики Студебекер US6 (Studebaker US6), поставляемые в СССР по Ленд-лизу. Была самой массовой машиной, использованной для пусковых установок гвардейских реактивных миномётов — за 4 года войны из 3374 автомобильных шасси, использованных для монтажа пусковых установок гвардейских реактивных миномётов, Студебекеры US6 составляют 1845 — 54,7 %.

## История и краткая характеристика
Выпускалась с 1943 года. Активно использовалась СССР во время Второй мировой войны и после неё до перестановки пусковых установок на шасси ЗИС-150 (1948 г.), ЗИС-151 (с 1949 г.), ЗИЛ-157 (с 1958 г.) и ЗИЛ-131 (с 1966 г.).
До апреля 1943 года для монтажа пусковых установок М-13-16 (для шестнадцати 132-мм реактивных снарядов М-13) гвардейских реактивных миномётов БМ-13-16 использовали разные шасси — с июля до 15 октября 1941 года ЗИС-6 (372 шт, в том числе и для небольшого числа БМ-8-36), затем на шасси гусеничного артиллерийского тягача СТЗ-5-НАТИ и грузовика ЗИС-5, а с начала 1942 года и на шасси поставляемых в СССР по ленд-лизу американских, британских и канадских грузовиков Студебекер ЮС6 (Studebaker US6, США), Джи-Эм-Си 352 (GMC CCRW 352, США), Итернейшнл М-5 «Интер» (International М-5Н-6-318, США), Форд-Мармон-Херрингтон — «Форд-мармон» (Ford-Marmon-Herrington НН6-СОЕ4, США), Шевроле Г 7107/Г 7117 (Chevrolet G 7107/ G 7117, США), Додж Т-203 (Dodge Т-203В, Канада, не путать с известными Dodge WC-51 и WC-52 грузоподъёмностью 3/4 тонны — «Додж три четверти»), Бедфорд (Bedford OYD, Великобритания), Форд ВОТ-8 «Фордзон» (Ford WOT-8 «Fordson», Канада, — «Форд „канадский“»), трёхосными Остин К-6 (Austin К-6А, Великобритания).
Максимальная табличная дальность стрельбы 132-мм реактивными снарядами М-13 с индексом ТС-13 8195 м. Среднее рассеивание при стрельбе на максимальную дальность по таблицам стрельбы июня 1941 года по дальности 135 м, боковое — 300 м, по таблицам стрельбы 1944 года — 105 и 200 м соответственно.

## Фотогалерея

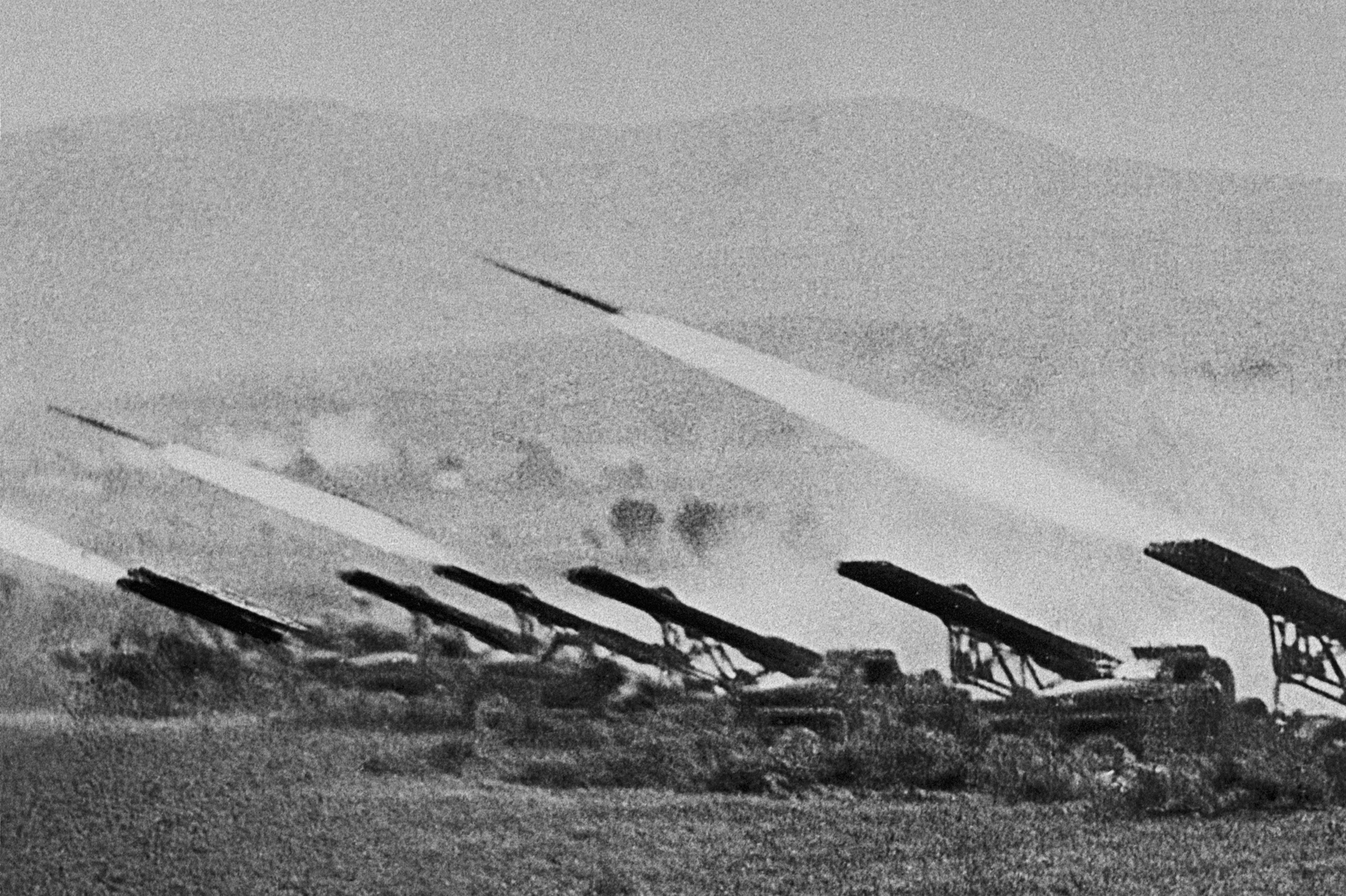
Залп дивизиона БМ-13Н в Сталинградской битве. 6.10.1942
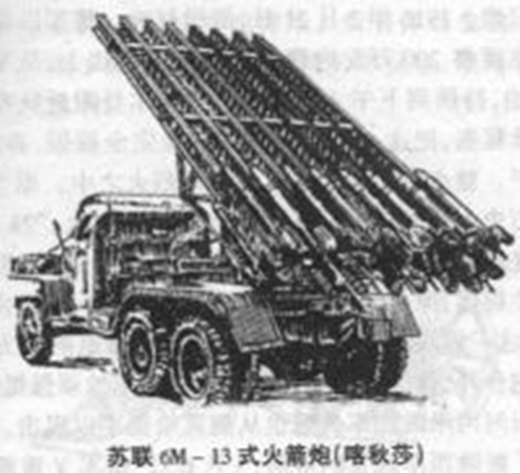
БМ-13Н на шасси Студебеккер ЮС6
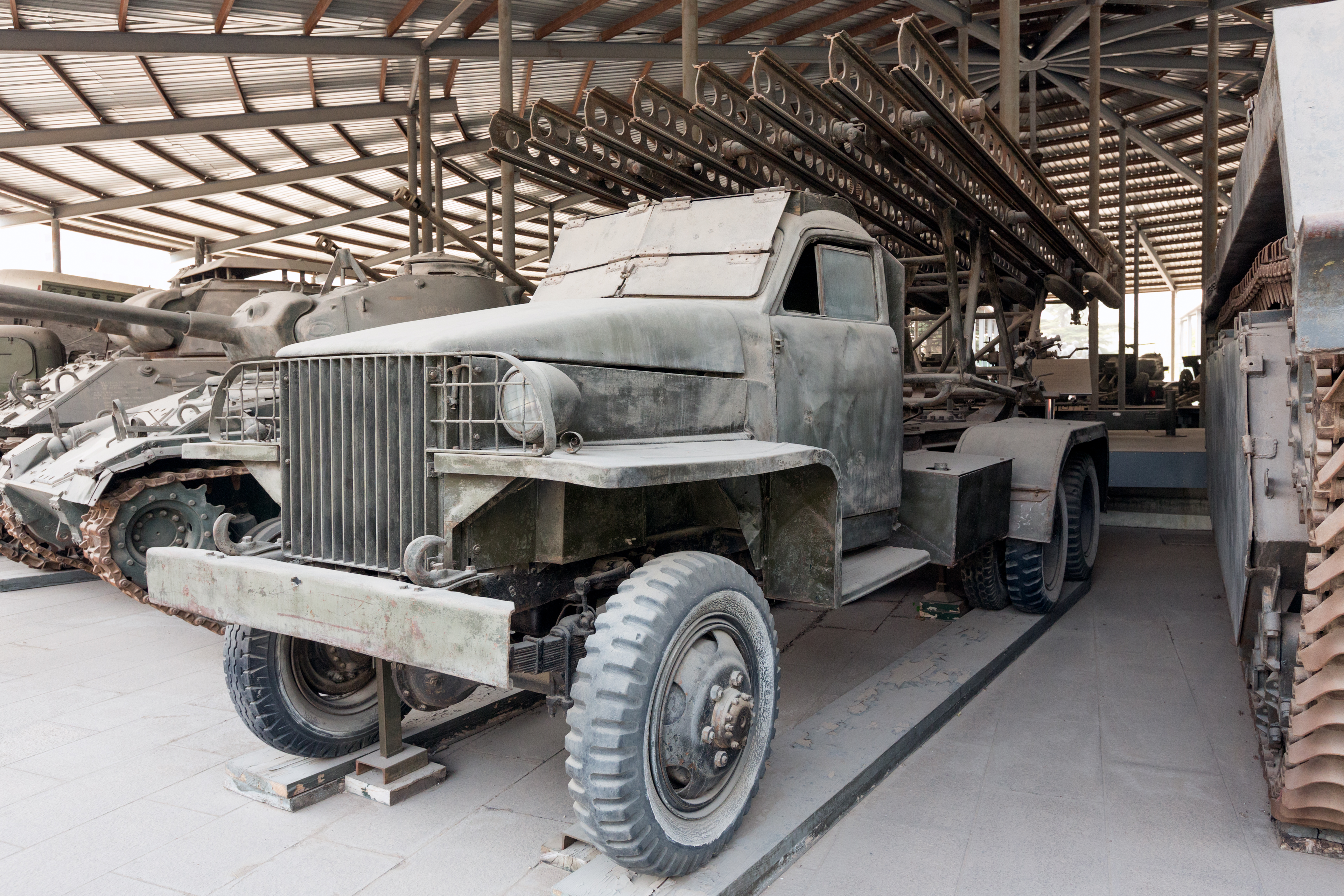
БМ-13Н на шасси Студебекер ЮС6 в музее в Пекине
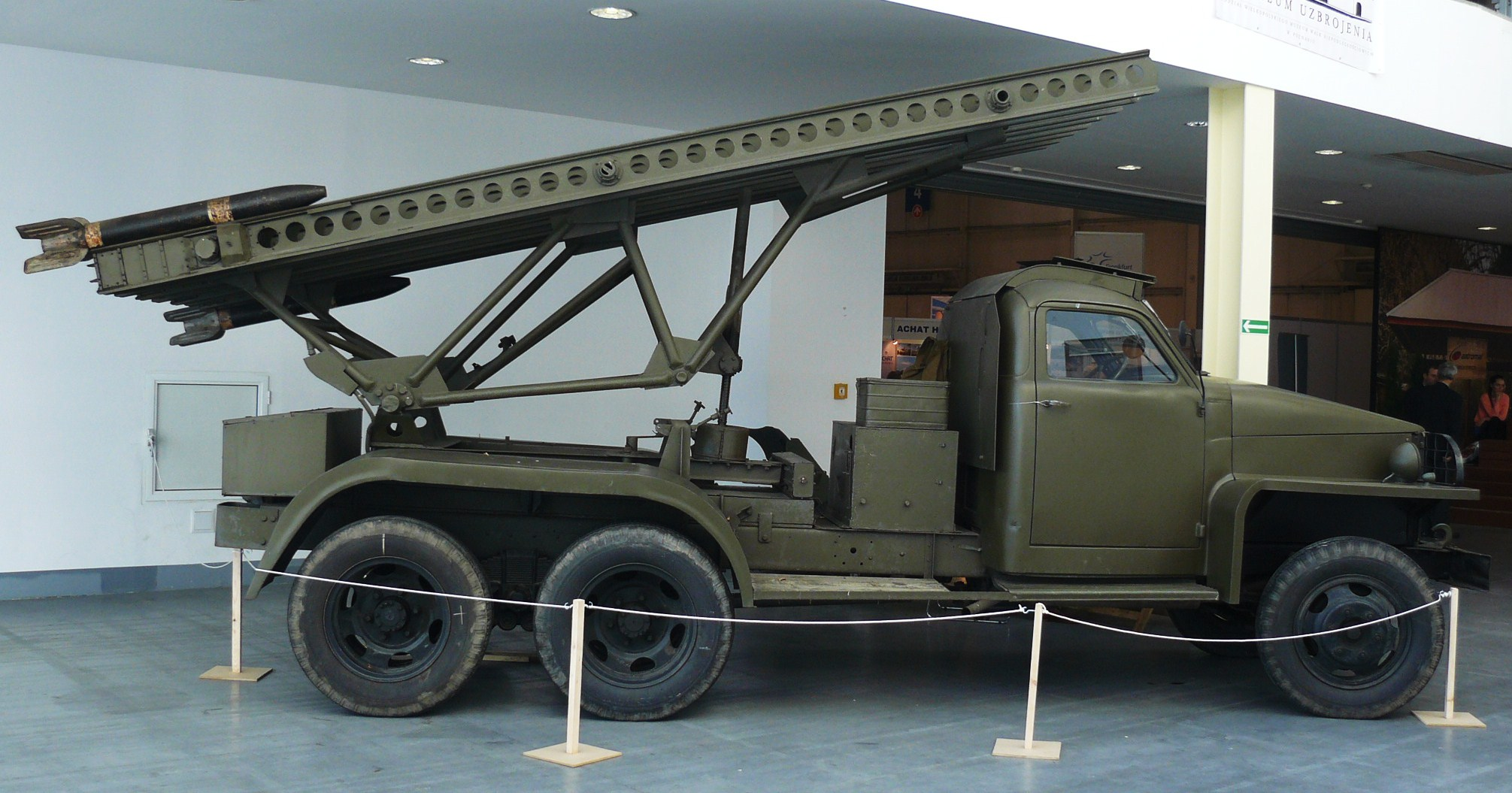
БМ-13Н на Студебекер ЮС6 в музее в Познани

## Комментарии
1. ↑  с 1948 года. (есть фото Парада 7 ноября 1948 года)